# Chang San-cheng

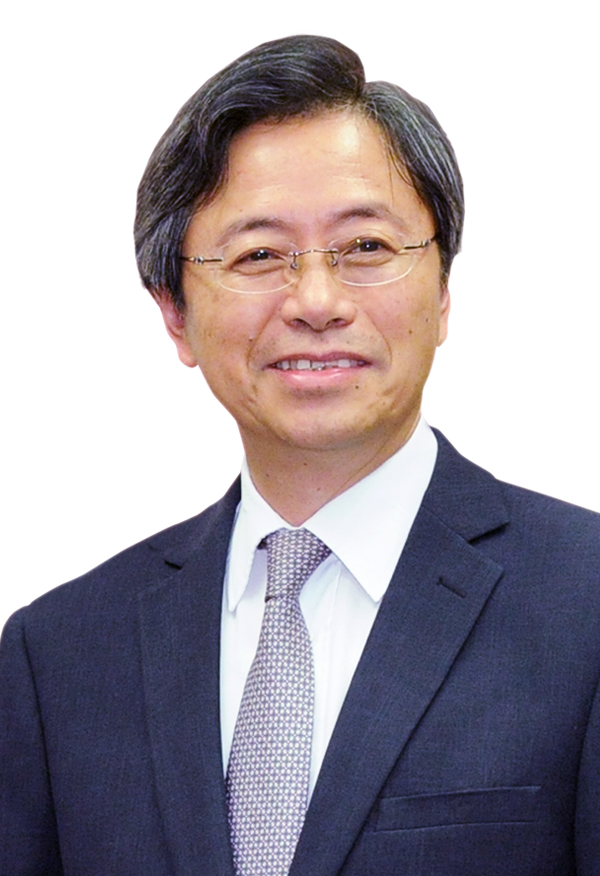
Chang San-cheng (2014)

Chang San-cheng (chinesisch 張善政, Pinyin Zhāng Shànzhèng, auch Simon Chang; * 24. Juni 1954, Taipeh, Republik China) ist ein parteiloser taiwanischer Politiker. Er war vom 18. Januar bis zum 20. Mai 2016 Premierminister der Republik China (Taiwan) und ist seit dem 25. Dezember 2022 Bürgermeister der regierungsunmittelbaren Stadt Taoyuan.

## Akademische und berufliche Laufbahn
Nach Abschluss eines Bachelorstudiums im Fach Bauingenieurwesen an der Nationaluniversität Taiwan setzte Chang seine Studien in den USA fort und erwarb einen Mastertitel an der Stanford University (1977) sowie einen Doktortitel an der Cornell University (1981). Nach seiner Rückkehr nach Taiwan lehrte er von 1981 bis 1990 als Dozent und Professor an der Abteilung für Bauingenieurwesen der Nationaluniversität Taiwan. Von 1991 bis 1997 leitete er das National Center for High-Performance Computing (Nationales Zentrum für Hochleistungsrechnen) in Hsinchu. Zwischen 1998 und 2000 war Chang als Direktor der Abteilung für Planung und Evaluierung innerhalb des National Science Council (Nationaler Wirtschaftsrat) tätig. Anschließend wechselte er in die Wirtschaft und war Vize-Geschäftsführer der Acer e-Enabling Service Business Group (2000–2010) sowie Generalinspekteur im Bereich Hardware für Google in Asien (2012–2014).

## Politische Karriere
Im Jahr 2012 wurde Chang als Minister ohne Geschäftsbereich in den Exekutiv-Yuan (das Kabinett) berufen. Im März 2014 übernahm er als erster Minister das neugeschaffene Ministerium für Wissenschaft und Technik. Nach einer Umbildung des Kabinetts im Dezember 2014 wurde Chang unter Premierminister Mao Chi-kuo zum Vize-Premierminister ernannt. Nach Maos Rücktritt am 18. Januar 2016 im Anschluss an die Niederlage der Regierungspartei Kuomintang bei den Parlaments- und den Präsidentenwahlen 2016 übernahm Chang dessen Amtsgeschäfte und wurde einige Tage später von Präsident Ma Ying-jeou offiziell zum neuen Premierminister ab dem 1. Februar 2016 bestimmt. Chang amtierte als Übergangspremier bis zum 20. Mai 2016.
Am 11. November 2019 wurde Chang zum Kuomintang-Kandidaten für den Vizepräsidentenposten bei der anstehenden Präsidentenwahl 2020 proklamiert.